# Dirk Melkebeek
Dirk Melkebeek (Aalst, 4 juni 1963 - Gent, 31 mei 2012) was een Belgisch redacteur, ondernemer en uitgever.

## Levensloop
Melkebeek begon zijn journalistieke carrière als lokaal verslaggever te Wetteren. In 1990 richtte hij het tijdschrift Motoren & Toerisme op, waarvan hij tevens hoofdredacteur werd. In 1991 volgde de oprichting van uitgeverij Meta Media. Via deze uitgeverij richtte hij verschillende tijdschriften op, waaronder Modelspoormagazine (1999),  Punt en de Vlaamse editie van Maxim. Daarnaast nam hij de tijdschriften Spoorwegjournaal en Menzo (2003) over.
Hij overleed aan de gevolgen van pancreaskanker.